# Missionários dos Sagrados Corações de Jesus e Maria
Os Missionários dos Sagrados Corações de Jesus e Maria (em latim Congregatio Missionariorum a Sacris Cordibus Iesu et Mariae) são um instituto religioso masculino de direito pontifício: os membros desta congregação clerical pospõem ao seu nome a sigla M.SS.CC.

## História

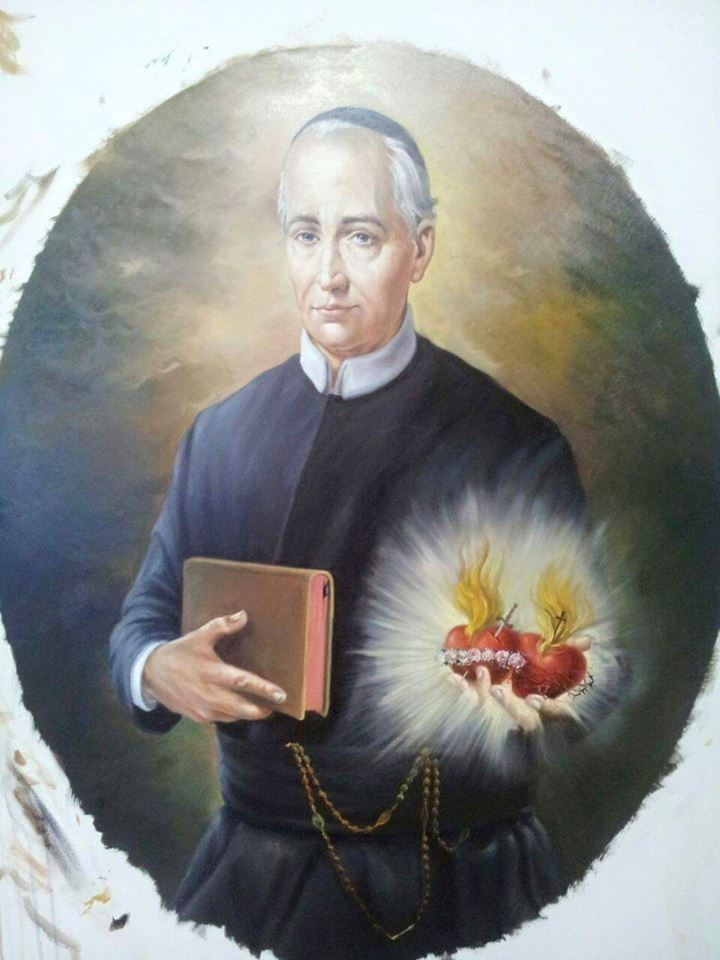
São Gaetano Errico, fundador da congregação

A congregação foi fundada em 1833 em Secondigliano pelo padre italiano Gaetano Errico (1791-1860), que construiu um retiro próximo à igreja da Addolorata para a formação de sacerdotes para serem utilizados na pregação de missões populares e exercícios espirituais no sul da Itália. A obra inspiradora de Errico foi a de Santo Afonso Maria de Ligório; Nunzio Sulprizio foi um dos primeiros a querer ingressar no instituto, mas a sua saúde o impediu.
Os Missionários dos Sagrados Corações receberam o decreto pontifício de louvor em 22 de junho de 1838 e a aprovação definitiva da Santa Sé em 7 de agosto de 1846; em 1858 o rei Fernando II de Bourbon confiou-lhes a gestão do santuário de Madonna della Civita, perto de Itri.
Os religiosos foram dispersos após a unificação da Itália, mas graças à obra do Padre Pietro di Nocera, superior geral, houve um renascimento da Congregação, com a reintegração dos Padres dispersos e a expansão e embelezamento da Igreja da Addolorata. Em 1894 um missionário resgatou a casa mãe e em 1921 foi aberta uma escola apostólica para a formação de novos religiosos, permitindo o renascimento da congregação.
O fundador foi proclamado santo pelo Papa Bento XVI em 12 de outubro de 2008.

## Atividades e difusão
Os religiosos do instituto dedicam-se à propagação da devoção aos Sagrados Corações de Jesus e Maria, ao ministério sacerdotal, às missões internas e ad gentes, aos retiros espirituais e aos oratórios juvenis.
Além de Itália, estão presentes na Argentina, Índia, Indonésia, Nigéria, Eslováquia e Estados Unidos da América; a sede geral fica na igreja de Santa Maria in Publicolis em Roma.
No final de 2015, o instituto contava com 27 casas e 141 religiosos, dos quais 90 eram sacerdotes.